# Kruszyna (herb szlachecki)

Herb Kruszyna w ujęciu plastycznym Tadeusza Gajla

Kruszyna (Krucyni II, Kruczyn, Krzyż IV) – polski herb szlachecki, odmiana herbu Krzyż.

## Opis herbu
Opis z wykorzystaniem klasycznych zasad blazonowania:
W polu błękitnym krzyż kawalerski złoty pod którym gwiazda ośmiopromienna złota. Na tarczy sam hełm w koronie. Labry błękitne, podbite złotem.
Przekazy dotyczące tego herbu różniły się szczegółami dotyczącymi barwy, formy krzyża oraz liczby promieni gwiazdy. Szczegóły poniżej.

## Najwcześniejsze wzmianki
Ewaryst Andrzej Kuropatnicki w swojej pracy z 1789 roku notuje nazwisko Kruszyna, ale bez herbu.
Piotr Nałęcz-Małachowski w Zbiorze nazwisk szlachty z 1790 roku umieścił informację, że herb wyobraża w polu błękitnym krzyż, a pod tym gwiazdę, bez określenia barwy godeł, formy krzyża ani liczby ramion gwiazdy. Miała go używać rodzina przybyła ze Śląska na Litwę.
Rodzinę Kruszyna herbu własnego wzmiankuje Jerzy Sewer Dunin Borkowski w swojej pracy z 1887 roku
Kilka wersji herbu Krzyż notuje galicyjski herbarz Siebmachera. Na tablicy 14 wymienione są 3 warianty, w tym Krucyni II, gdzie określono barwy krzyża i gwiazdy – odpowiednio srebrny i złoty, zaś krzyż odmalowano jako kawalerski.
Juliusz Karol Ostrowski w swojej pracy z lat 1897-1906 herb zamieścił pod nazwą Krzyż IV albo Kruczyn za Siebmacherem.
Teodor Chrząński w Tablicach odmian herbowych z 1909 roku podał barwy godeł jako złote, gwiazdę sześcioramienną, zaś krzyż kawalerski.
Według informacji w tzw. trzeciej części Herbarza rodzin szlacheckich Królestwa Polskiego, godłą herbu miały być złote, zaś gwiazda ośmiopromienna, a krzyż prosty.

## Herbowni
Tadeusz Gajl podaje następujące rodziny herbownych:
Kraskiewicz, Kruszyna, Kryskiewicz. 
Oprócz nazwiska tożsamego z nazwą herbu, jak w przypadku każdego herbu własnego, tj. Kruszyna, na liście Tadeusza Gajla znajdują się jeszcze nazwiska Kraskiewicz i Kryskiewicz.
Według informacji w tzw. trzeciej części Herbarza rodzin szlacheckich Królestwa Polskiego, herbem tym posługiwać się miała rodzina o nazwisku Kosztulski.
Jan Nepomucen Bobrowicz wymienia pochodzącą ze Śląska rodzinę Kasztulskich Kruszynów herbu Krzyż, pod którym gwiazda.